# بولين بينيت
بولين بينيت (بالإنجليزية: Pauline Bennett)‏ هي مغنية بريطانية، ولدت في 1 يونيو 1964.

## وصلات خارجية
- بولين بينيت على موقع ميوزك برينز (الإنجليزية)
- بولين بينيت على موقع أول ميوزيك (الإنجليزية)
- بولين بينيت على موقع أول ميوزيك (الإنجليزية)
- بولين بينيت على موقع ديسكوغز (الإنجليزية)